# Grünordnung
Die Grünordnung als Teildisziplin der Landespflege dient zum einen der Planung und Entwicklung räumlich und funktionell ausgerichteter Landschaftselemente unter Berücksichtigung des ökologischen, sozialen, wirtschaftlichen und technischen Wissensstandes. Neben der Verwendung als Sammelbegriff in der städtebaulichen Entwicklung bezeichnet sie auch einen Vorschriftenkatalog zur Definition, dem Erhalt und der Pflege von Grün- und Gartenanlagen im öffentlichen Bereich und privaten Umfeld.
In der Grünordnung werden Maßnahmen zur Vermeidung und Minimierung sowie Ausgleichs- und Ersatzmaßnahmen definiert, welche die Auswirkungen der Bauplanung auf die Natur und Landschaft reduzieren. Die Ergebnisse der Grünordnung werden im Grünordnungsplan festgehalten. Dieser dient zur Darstellung von Landschaftselementen und landschaftspflegerischen Maßnahmen.